# RRAGC
RRAGC‏ (Ras related GTP binding C) هوَ بروتين يُشَفر بواسطة جين RRAGC في الإنسان.